# Jean Malrieu
Pour les articles homonymes, voir Malrieu.
Jean Malrieu, né  le 29 août 1915 et mort le 25 avril 1976 à Montauban, est un poète français. Présenté par Pierre Dhainaut comme un « Homme du Sud », Jean Malrieu aimait se définir comme « un Occitan de langue française ».
Proche un temps des surréalistes, il a élaboré une poésie personnelle, marquée par la célébration de l'amitié et de l'amour.
Il s'est attaché à faire connaître l’œuvre de son ami le poète Gérald Neveu, avec qui il a créé l'association des poètes de Marseille et sa revue Action poétique.
Sa poésie a fortement influencée celle du poète Pierre Dhainaut. C'est ce dernier qui a réuni en 2004 l'ensemble des poèmes de Jean Malrieu, devenus introuvables, sous le titre Libre comme une maison flammes.

## Biographie

### Enfance et adolescence (1915-1932)
Jean Malrieu naît le 29 août 1915, d'un père contrôleur des Postes, historien local et militant au parti socialiste. Un oncle bibliothècaire et membre d'un cercle spirite, poète amateur, fait naître chez lui le goût du merveilleux et du latin Pendant son enfance, il écrit des romans d'aventures inspirés de Loti et des poèmes d'inspiration romantique et symboliste. Il est scolarisé au lycée Ingres de Montauban, où il est un élève indiscipliné.

### Les années d'avant-guerre (1933-1939)
En 1933, il fait partie d’un groupe de jeunes gens rassemblés autour de Georges Herment, l’ami de Pierre Reverdy. Il découvre alors la poésie et le jazz. Son premier poème, publié dans la revue Jazz hot en 1935, rend hommage à Duke Ellington. Il correspond avec Max Jacob et Jean Cocteau.
En 1934 il rencontre Marie-Thérèse Brousse, dite Lilette, qu’il épouse en 1937 et à laquelle toute son œuvre est dédiée.
Il commence à Paris des études de droit pour lesquelles il a peu de goût, puis accomplit en 1936 son service militaire à Montpellier. Pendant la Guerre d'Espagne, il prend position pour les républicains, et pour le Front populaire. En 1938, il travaille brièvement dans la pharmacie de ses beaux-parents.

### Guerre et immédiat après-guerre (1939-1947)
Mobilisé en 1939, il  passe l'hiver à Bœrsch en Alsace. Après la débâcle, il retourne à Montauban.
À partir de 1942, il exerce divers métiers, avant de devenir instituteur. Il se lie avec le poète occitan Félix Castan. À la libération, il adhère au Parti communiste. En 1945, il apprend que sa grande sœur et son beau-frère, résistants, sont morts en déportation.

### Marseille (1948-1960)
En 1948, il est nommé à Marseille. En 1950, il prend contact avec Elsa Triolet et Louis Aragon, qui le publient dans Les lettres françaises. Au même moment, il se lie avec Jean Tortel qui le publie dans les Cahiers du Sud. Avec Gérald Neveu, il fonde l'Association des poètes de Marseille et sa revue Action poétique.
À partir de 1953, il noue des relations amicales avec les surréalistes et rencontre André Breton à partir de la publication de son recueil Préface à l’amour en 1953. Il collabore à plusieurs publications du mouvement surréaliste.
Il prend ses distances avec le PCF en 1956 après l’intervention soviétique en Hongrie.

### Penne-de-Tarn (1960-1976)
En 1960, Jean Malrieu achète une maison à Penne-de-Tarn pour y passer ses vacances.
La même année, il est profondément marqué par la mort de Gérald Neveu : il se donne alors pour mission de rassembler ses œuvres et de les faire connaître. En 1974, il lui consacre une monographie dans la collection « Poètes d'aujourd'hui ».
En 1973, il reçoit le prix Artaud pour Vesper.
Il fonde en 1970 la revue Sud (1970), qui devaient poursuivre l’action des Cahiers du Sud. En 1975, il quitte l'enseignement. Il meurt à l'hôpital de Montauban le 24 avril 1976, terrassé par une piqûre de tique non détectée. Il est enterré le 27 avril à Penne. On peut lire sur l'épitaphe :

« Même le temps est accepté, ce provisoire des merveilles. »

## Postérité
Présenté par Pierre Dhainaut comme un « Homme du Sud », Jean Malrieu aimait se définir comme « un Occitan de langue française ».
Robert Sabatier célèbre Jean Malrieu comme le poète « du compagnonnage, de l'amitié » et « de l'amour », et salue la « transparence », la « générosité » et la « chaleur » de son écriture.
Le poète Gill Pressnitzer relève également la générosité de l'écriture de Malrieu, et l'importance de l'amitié dans ses poèmes. Il associe sa poésie à la célébration du bonheur et de la lumière, et la rapproche de celle de Paul Éluard et de Pierre Reverdy « mais avec une angoisse moins diffuse ».
La poésie de Malrieu a eu une influence capitale sur l’œuvre du poète Pierre Dhainaut, lequel s'est attaché à le faire connaître.
Son nom a été donné au collège Jean-Malrieu situé dans le 5e arrondissement de Marseille.

## Œuvres
- Préface à l’amour, Marseille, Cahiers du Sud, 1953 - prix Guillaume-Apollinaire
- Vesper, 1963 - prix Artaud
- Le Nom secret suivi de La Vallée des Rois, introduction de Georges Mounin, Honfleur, Pierre Jean Oswald, 1968
- Nous ne voulons pas être heureux, Éditions Encres vives, Engomer, 1969
- Préface à l'amour suivi de Hectares de Soleil, Honfleur, Pierre Jean Oswald, 1971
- Le Château cathare, Paris, Seghers, 1972
- Possible imaginaire, Paris, Pierre Jean Oswald, 1975
- Le Plus Pauvre Héritier, lithographies d'Adrien Dax, Paris, Privat, 1976
- Les Maisons de feuillages, éditions Saint-Germain-des-Prés, Paris, 1976
- Les maisons de feuillage avec deux collages de Jean-Baptiste Lysland, la louve de l'hiver (1976)
- Mes manières instinctives (rédigé en 1958), Dijon, Brandes, 1978
- Libre comme une maison en flammes - Œuvres poétiques 1935-1976, Paris, Le Cherche Midi, 2004
- Avec armes et bagages (roman pré-publié dans la revue Europe n° 77 et suivants) Le Castor Astral, 1998
- Penne d'Albigeois à travers l'histoire (écrit avec son fils Pierre Malrieu) PJO, 1969
- Poids brut Carnets de la Guerre 39-40, Les Autanes 2019
- Gerald Neveu, coll. « Poètes d'aujourd'hui », Seghers, 1974

### Autre prix
- Prix Archon-Despérouses 1973[14]